# Orgel van de Oude Kerk in Barneveld

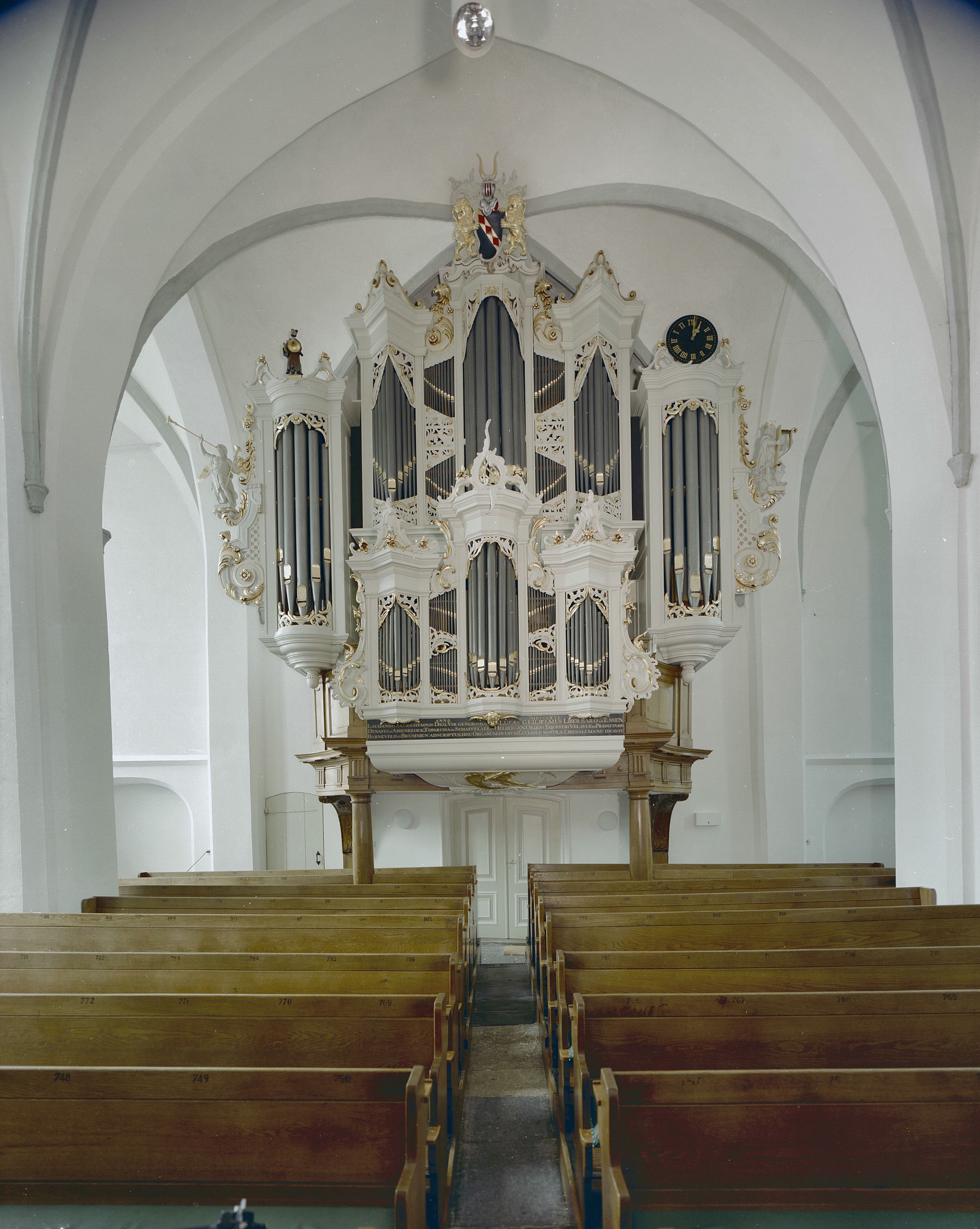
Het orgel.

Het orgel van de Oude Kerk in de Nederlandse plaats  Barneveld dateert van 1765 en wordt ook wel het Paradijsorgel genoemd. Het is in 1955 gerenoveerd door Ernst Leeflang uit Apeldoorn. In 1983 werd het instrument gerestaureerd. Reeds halverwege de 16e eeuw was er sprake van een Renesse-orgel in de kerk.
In 2009/2010 heeft Orgelmakerij Reil uit Heerde herstelwerkzaamheden aan de windvoorziening uitgevoerd, onder begeleiding van de Rijksdienst voor het Cultureel Erfgoed. Hierbij is de oorspronkelijke opzet van een windvoorziening met spaanbalgen weer gerealiseerd. Eind 2017 is, ook door Reil, het pedaal vernieuwd en de dispositie aangepast.
Hieronder volgt de dispositie van het Paradijsorgel:
| Hoofdwerk C-c’’’      |   |
| Prestant              | 8 |
| Holpijp               | 8 |
| Octaaf                | 4 |
| Gemshoorn             | 4 |
| Blokfluit             | 4 |
| Holpijp               | 4 |
| Quint                 | 3 |
| Octaaf                | 2 |
| Woudfluit             | 2 |
| Mixtuur B/D 4 st.     |   |
| Sexquialter B/D 2 st. |   |
| Cornet D 4 st.        |   |
| Trompet B/D           | 8 |
| Vox Humana B/D        | 8 |
| Tremulant             |   |

| Rugwerk C-c’’’    |       |
| Holpijp           | 8     |
| Prestant D        | 8     |
| Prestant          | 4     |
| Roerfluit         | 4     |
| Quint             | 3     |
| Quint B/D         | 3     |
| Octaaf            | 2     |
| Quint D           | 1 1/3 |
| Mixtuur 2-4 st.   |       |
| Sexquialter 2 st. |       |
| Tertiaan 2 st.    |       |
| Dulciaan B/D      | 8     |
| Tremulant         |       |

| Pedaal C-d’ |    |
| Subbas      | 16 |
| Prestant    | 8  |
| Gemshoorn   | 8  |
| Roerquint   | 6  |
| Octaaf      | 4  |
| Bazuin      | 16 |
| Trompet     | 8  |